# لاميفودين/زيدوفودين
لاميفودين/زيدوفودين أو كومبيفير هو دواء مركب ذو جرعة ثابتة يستخدم في علاج متلازمة العوز المناعي المكتسب، حاصل على ترخيص إدارة الغذاء والدواء بتاريخ 26 أيلول 1997.

## روابط خارجية
- موقع كومبوفير تديره غلاسكو سميث كلاين